# Michael Hahn
Michael Hahn (ur. 7 maja 1941 w Ottendorf, zm. 12 lipca 2014) – niemiecki indolog i tybetolog.
Studiował na uniwersytetach w Getyndze, Marburgu oraz Bonn. W 1964 uzyskał licencjat z psychologii. W latach 1960–1965 studiował sanskryt, tybetański, chiński i mongolski. Stopień doktora filozofii (Ph. D.) otrzymał w 1967. Od 1968 do 1972 był assistant professor na Uniwersytecie w Hamburgu. W 1972 uzyskał tytuł doktora literatury (D. Litt.). W 1972 został assistant professor Uniwersytetu w Bonn. Od 1982 associate professor, od października 1988 full professor Uniwersytetu w Marburgu. Kierował Wydziałem Indologii i Tybetologii Uniwersytetu w Marburgu. Był między innymi visiting professor Uniwersytetu Waseda w Tokio (1984-1985) i research fellow Reiyukai Library (1981). Przeszedł na emeryturę w 2006.
Zajmował się głównie literaturą buddyjską, opublikował jednak również prace dotyczące poezji sanskryckiej, języka tybetańskiego, chińskiego oraz mongolskiego.